# Sauglattismus
Sauglattismus ist eine im Schweizerhochdeutschen gebräuchliche, negativ konnotierte und moralisierende Bezeichnung. Sie steht für eine oberflächliche, inhalts- oder bedeutungslose Sache, die nur noch auf eine übertriebene Spassigkeit, Witzigkeit oder ihren Unterhaltungswert reduziert ist. Mit dieser Bezeichnung ist immer eine Kritik verbunden, und sie ist sehr häufig anklagender Natur. Sie entspringt manchmal einer Entrüstung über einen Missstand. Der Dudenband über Schweizerhochdeutsch führt das Wort ebenfalls und gibt als Bedeutung «abwertend [für] Spassgesellschaft, oberflächliches Auftreten» an.

## Etymologie
Das Wort ist eine Substantivierung des Adjektivs «sauglatt», das so viel wie «extrem spassig» bedeutet. «Glatt» ist in der schweizerdeutschen Umgangssprache ebenso wie auch im Schwäbischen ein Synonym für «lustig», «spassig», «unterhaltsam», «originell», «famos»; die Vorsilbe «sau-» dient der Verstärkung. Analog entspräche die Wortschöpfung «Extremspassigismus» dem Sauglattismus. «Glatt» in der Bedeutung «spassig» stammt aus der Jugendsprache. Sie ist im 1885 abgeschlossenen zweiten Band des Schweizerischen Idiotikons noch nicht enthalten, doch lässt sich das Wort «sauglatt» in den frühen 1940er Jahren bei Schülern nachweisen.
Die Bezeichnung Sauglattismus kann bereits in den späten 1980er Jahren nachgewiesen werden, so wurde sie beispielsweise 1988 von Niklaus Meienberg während einer kritischen Rede bei der Jahrbuch-Vernissage des Art Directors Clubs Zürich verwendet. Der Ausdruck findet sich in dieser Zeit auch bei Musikkritikern (beispielsweise bei Peter Rüedi oder Michael Lütscher) und bezeichnete damals einen Musikstil im Jazz-Bereich. Der Publizist Benedikt Loderer definierte in der Zeitschrift «Hochparterre» den Ausdruck und verwendete ihn für seine Kritik an der Werbe- und Designbranche. Er kritisiere das postmoderne Konzept, mit fröhlichen Inhalten zu arbeiten und so die gestalterische Langeweile mit einem überraschenden Witz zu durchbrechen. Loderer warnt vor dieser Entwicklung, die ins Kurzlebige und ins Inhaltslose abgleiten und dazu führen könne, dass nur noch erlaubt sei, was gefalle.

«Der Sauglattismus braucht auch keine Inhalte, denn sein erstes Bildungsgesetz lautet: Was es ist, wie es ist, wozu es ist, ist wurst, solange ein Gag eingebaut wird. Der Sauglattismus ist der Stil, der zum vielbeschworenen Zeitgeist passt: das Beliebige, garniert mit dem Tageswitz. Es zählt nur der Unterhaltungswert. […] Nur: Was soll diese moralisierende Aufregung? Erlaubt ist, was gefällt, also ist eben nur noch das Gefällige erlaubt.»

Der Ausdruck wurde im Jahr 1990 von der damaligen Zürcher Stadträtin Ursula Koch aufgegriffen, als sie die Bewilligung für ein Projekt des lokalen Gewerbes zur Aufstellung von Wasserspielen an der Zürcher Bahnhofstrasse verweigerte. Sie verurteilte das Projekt während einer Gemeinderatssitzung am 29. August als «Sauglattismus», «Brimboriumszeug», «nichts anderes als die Produktion von Abfall» und als «Stadtkitsch». Diese Worte verärgerten die Künstler, die sie kurz darauf öffentlich aufforderten, sich zu entschuldigen.
Die Bezeichnung wurde durch die politische Auseinandersetzung einer grösseren Öffentlichkeit bekannt und ist so in den Wortschatz der Deutschschweiz eingegangen; heute wird sie von einem breiten Personenkreis im gesamten politischen Spektrum und in einem grösseren Kontext benutzt. Sie dient von bürgerlicher Seite manchmal zur Kritisierung staatlich subventionierter Kunst. In linken Kreisen wird der Begriff im Rahmen einer Kritik an einer übertriebenen Spasskultur verwendet. So kritisierte der filmschaffende Mathias Knauer 1994 den Rückgang der Kultur zugunsten Unterhaltungssendungen in den öffentlich-rechtlichen Medien als «Regime des Sauglattismus». Der Schriftsteller Peter Bichsel bezeichnete in der Begründung seines 1996 erfolgten Austritts aus der Sozialdemokratischen Partei des Kantons Solothurn deren Slogan «SP – kussecht und vogelfrei» als «postmodernen Sauglattismus». Er kritisierte den Slogan als «unsäglich und erbärmlich» und sprach von einer gefährlichen «Beliebigkeit», die ihn politisch entsetze.

## Pragmatik
Der Ausdruck ist von seinem rhetorischen Stil her dysphemistisch, übertreibend und ironisch, da derjenige, der ihn verwendet, das Gegenteil meint. Er findet eine Angelegenheit selbst nicht «sauglatt», sondern drückt damit seine Ablehnung aus und kritisiert somit die Haltung derjenigen, die sie aus seiner Sicht «sauglatt» finden. Darin steckt meistens die Anklage, dass die Befürworter die nötige Ernsthaftigkeit oder die Angemessenheit gegenüber einer Sache vermissen lassen. Der Ausdruck ist relativ zur Grundhaltung des Sprechers zu deuten, denn es gibt keinen Sachverhalt, der allgemein anerkannt in eine Kategorie Sauglattismus fällt.
Obwohl das Adjektiv «sauglatt» zur Umgangssprache gehört, wird Sauglattismus auch von seriösen Medien wie dem St. Galler Tagblatt, der Neuen Zürcher Zeitung und der Tagesschau des Schweizer Fernsehens benutzt. Durch die häufige mediale Verwendung des negativ konnotierten Sauglattismus erfährt das Adjektiv eine Pejoration.

## Beispiele
- Die Weltwoche bezeichnete im Jahr 2002 die Strategie 18 der deutschen FDP als «Sauglattismus-Strategie» und kritisierte sie damit als inhaltslos und fehlgeleitet.[19]

«Die Sauglattismus-Strategie wurde erst hinterfragt, als die Elbflut das Guidomobil in den Strassengraben spülte. Die Parteiführung war zur (Selbst-)Kritik offenbar so unfähig, dass es der Naturgewalten bedurfte, damit sie [die] Spassgesellschaft als das erkannte, was sie ist: eine Fata(l) Morgana.»

- Die Neue Zürcher Zeitung beschreibt 2006 eine Veranstaltung («Superzehnkampf») zur Sammlung finanzieller Mittel für die Sporthilfe als «Olympischer Sauglattismus» und kritisiert dabei die mangelnde Qualität und gezwungene Spassigkeit der Veranstaltung.[20]

«Olympischer Sauglattismus […] 12 000 Zuschauer erfreuten sich an den zugegebenermassen vom Sauglattismus nicht weit entfernten Spielen, bei welchen sich die Sportcracks in Viererteams duellierten. Daniela Meuli, Tanja Frieden, Maya Pedersen-Bieri, Evelyne Leu und Philipp Schoch, die an den Olympischen Winterspielen in Turin alle die Goldmedaille gewannen, machten gute Miene zum bösen Spiel […]»

- Die Weltwoche bezeichnete 2012 die geplante Ausstellung Zürich Transit Maritim als «Kunst-Sauglattismus» und kritisierte dabei das Objekt als unnütz und hässlich und unterstellte der Stadt damit die Verschwendung von Steuergeldern.[21]

«Die Stadt Zürich lässt sich nicht lumpen und bezahlt 600 000 Franken an das umstrittene Projekt. Überhaupt scheint man in Zürich gewillt zu sein, fast beliebig viel Steuergeld für skurrile Kunst zu verpulvern. […] Solch teurer Kunst-Sauglattismus findet aber nicht nur in Zürich statt. Vor zehn Jahren häuften Künstler in Basel im Dorenbachkreisel 150 Kubikmeter Eis an, das dann während einiger Monate abschmolz.»

- Unmittelbar nach Bekanntwerden der Affäre um Nackt-Selbstbilder am Arbeitsplatz des grünen Politikers Geri Müller im Jahr 2014 wurden im Netz gefälschte Nacktbilder herumgereicht, um sich so über den Politiker und die Sache lustig zu machen. Dieses Verhalten kritisiert die Zeitung 20 Minuten mit «Sauglattismus im Netz» als ungebührlich.[22]

«Sauglattismus im Netz mit Geri-Selfies. Über Foren, E-Mail und Messenger-Apps werden manipulierte Fotos von einem hüllenlosen Geri Müller in eindeutiger Pose herumgereicht. Die meisten sind sofort als Fake erkennbar.»

- Auf der Onlinezeitung watson.ch wurde im August 2015 das Stofftier-Maskottchen der Schweizerischen Volkspartei, ein Berner Sennenhund namens «Willy» und der dazugehörige Wahlkampfsong «Wo e Willy isch, isch ou e Wäg!» (hochsprachlich: «Wo ein Willy ist, ist auch ein Weg») für die Schweizer Parlamentswahlen 2015 als «Schmierentheater» und als «Sauglattismus» kritisiert und damit die fehlende Ernsthaftigkeit in der politischen Diskussion beklagt.[23]

«Die ernsthafte politische Auseinandersetzung verkommt zum Gaga-Wahlkampf. Selbst SVP-Grössen wie der Zürcher Parteipräsident Alfred Heer verurteilen das Schmierentheater um Stoffhund Willy und den damit verbundenen Schunkelsong als Sauglattismus.»